# Uppdrag: skyddsängel
Uppdrag: skyddsängel (finska: Tohelo suojelusenkeli) är en bok av den finske författaren Arto Paasilinna, utgiven på svenska 2008.
Sulo Auvinen var vid sin död en 82-årig religionslärare, inte den mest lyckosamme man du träffat.
500 änglar samlas en dag i maj i Kerimäki kyrka för den årliga grundkursen i skyddsänglaskap.
Men när Sulo får sin uppgift får han på grund av sitt "handikapp" ett lätt uppdrag, nämligen Aaro Korhonen. Så skyddsängeln Sulo Auvinen med sina elva meters vingbredd får Aaro Korhonen, en nybliven kaféägare i Helsingfors som sin skyddsling.
Så utan att veta bättre så har Aaro Korhonen fått en skyddsängel som är klantig som få och något av en klåpare som redan trasslat in sig i en kraftledning och sett sina vingar ryka.